# Irk Albert
Irk Albert (Csernátfalu, 1884. augusztus 18. – Pécs, 1952. október 21.) jogász, kriminológus, az állam- és jogtudomány kandidátusa (1952). A magyar büntetőjogra és nemzetközi jogra vonatkozó elméleti munkássága mellett a magyarországi kriminológia úttörő alakja volt. 1936-tól a Magyar Tudományos Akadémia levelező tagja volt. Irk Károly (1882–1924) vegyészmérnök öccse.

## Élete
Brassóban érettségizett. Jogtudományi doktori oklevelét 1908-ban szerezte meg a Kolozsvári Magyar Királyi Ferenc József Tudományegyetemen. 1910–1911-ben állami ösztöndíjjal a berlini Humboldt Egyetemen, Franz von Liszt kollégiumában képezte tovább magát kriminológiából. Hazatérését követően, 1912-től 1917-ig a vallás- és közoktatásügyi minisztérium tisztségviselője volt, egyúttal 1913-ban a kolozsvári egyetemre kinevezték mint a magyar büntetőjog magántanárát. 1917–1919-ben a nagyváradi jogakadémia rendes tanáraként működött, majd 1922-től 1948-as nyugdíjazásáig a pécsi Erzsébet Tudományegyetemen az anyagi büntetőjog és a bűnvádieljárás-jog nyilvános rendes tanáraként, valamint a magyar közjog és politika jogosított tanáraként oktatott. 1924–1925-ben és 1935–1936-ban a pécsi egyetem jog- és államtudományi karának dékáni tisztét töltötte be.

## Munkássága
A magyar büntetőjog számos aspektusával foglalkozott, elsősorban jogbölcseleti szempontból tette módszertani kritika tárgyává a büntetőjog és a bűnvádi eljárások egyes, megfogalmazása szerint racionális és irracionális elemeit. Nemzetközi jogi tanulmányokat is végzett, különösen egy nemzetközi büntetőbíróság jogelméleti kérdései foglalkoztatták. A magyarországi kriminológiai kutatások, azon belül is a bioszociológiai – azaz a társadalmi jelenségeket biológiai tényezőkre visszavezető – irányzat első jelentős magyarországi képviselője. 1912-ben megjelent monográfiájában Magyarországon elsőként foglalta össze a kriminológiai iskolákat, s ezek tükrében áttekintette a hazai bűnözés szociológiáját. Az általa kidolgozott elméletben a bűnözés és a bűncselekmények két alaptípusát különböztette meg: az embertől független külső tényezők előidézte akut kriminalitást, valamint a biológiai (genetikai és/vagy pszichológiai) meghatározottságú krónikus kriminalitást. Korának bűnözési helyzetét áttekintve arra a következtetésre jutott, hogy az akut kriminalitás volumene nagyobb, azaz a bűnelkövetések jelentős részét társadalmi tényezők motiválják, s a szociális helyzet javulásával a bűnözés is visszaszorul.
Tudományos eredményei elismeréseként 1936-ban a Magyar Tudományos Akadémia levelező tagjává választották. 1949-ben tanácskozó taggá minősítették vissza, de 1989-ben levelező tagságát – posztumusz – visszaállították. 1932-től a Szent István Akadémia rendes tagja volt.

## Főbb művei
- Kriminológia, Budapest, 1912
- A bűnsegély és társtettesség fogalmi elhatárolása, Kolozsvár, 1913
- A büntetőjog átalakulása, Kolozsvár, 1915
- Nemzetközi jog, Budapest, 1918
- A Nemzetek Szövetsége, Budapest, 1921 (Második kiadás: 1926)
- Az új nemzetközi jog, I–II. köt., Budapest, 1923–1925
- A büntetőjogi alapfogalmak módszertani kritikája, Pécs, 1926
- A nemzetközi jog tudománya, Pécs, 1927
- A magyar anyagi büntetőjog, Pécs, 1928
- Irk Albert összegyűjtött tanulmányai a büntetőjog és a nemzetközi jog köréből, Pécs, 1928
- Bevezetés az új nemzetközi jogba, Pécs, 1929
- Probleme der Völkerrechtswissenschaft, Budapest, 1930
- A magyar büntető perjog vezérfonala, Budapest, 1931
- Az individualizmus és kollektivizmus gondolatköre a büntetőjogban, Pécs, 1933
- A nemzetközi bűncselekmény és büntetőbíróság eszméje, Budapest, 1934
- A büntetőjog racionális és irracionális elemei, Budapest, 1938
- Schopenhauer jogfilozófiája, Budapest, 1939